# Lycenchelys pentactina
Lycenchelys pentactina är en fiskart som beskrevs av Anderson, 1995. Lycenchelys pentactina ingår i släktet Lycenchelys och familjen tånglakefiskar. Inga underarter finns listade i Catalogue of Life.